# قلیاواران
قلیاواران (نام علمی: Salicornioideae) نام یک زیرخانواده از خانواده تاج‌خروسیان است.